# 男の浪漫
男の浪漫（おとこのろまん）は福岡県福岡市博多を中心に活動する男性10人組のボーカル・ダンス・パフォーマンスユニット（現在は大阪拠点の男性4人組）。
所属事務所はVANZ Entertainment。同事務所の黒須チヒロが音楽プロデューサーを務める。2009年5月5日ビクターエンタテインメントよりメジャー・デビュー。

## 概要
歌手や役者・モデルを志望していた九州・山口出身の13人で結成。レッスン中に2人が脱落し11人組としてスタートしたが、活動開始早々に10人組となる。2007年シングル「男同士」でインディーズ・デビュー。その後『無料メールマガジンの会員を3000人集めてメジャー・デビューする』というレコード会社との約束を果たし、2009年5月5日アルバム「モッコリ～ナ：マッチョリ～ナ」でメジャー・デビューを果たした。歌ありダンスあり笑いあり、バラエティー感溢れる総合的なエンターテインメントが持ち味で、自称「超B級アーティスト」。メンバーの卒業、脱退等に伴い現在4人組で活動している。

## メンバー
メンバーは不細工チーム「鯔組」と男前チーム「薔薇組」に分けられる。またメンバー数人によるグループ内ユニットも複数存在する。

### 鯔組
- 桑港〜SISCO〜（シスコ） -  1986年4月17日 山口県出身。福岡大学卒業。
- 薄羽蜉蝣（ウッシィ） - 1984年5月16日生まれ。熊本県出身。

### 薔薇組
- 梵（ボン） - 1985年4月21日生まれ。薔薇組リーダー。長崎県佐世保市出身。
- 本気（マジ）- 1984年12月18日生まれ。佐賀県出身。

### ユニット
- B.J.Q - 爆血・蛇耳・桑港によるコーラスユニット。
- 水馬兄弟 - 薄羽蜉蝣・自棄流による異色フォークデュオ。
- ドクロ&キャンディー - 毒鴉・歓喜Dによるギターデュオ。
- B.M.C-梵・本気・砕棒による異色ユニット。

### 元メンバー
- 鳩飛（キューピー） - 鯔組に所属。活動開始早々失踪。
- 蛇耳（ジャージ） - 1987年9月17日生まれ。熊本県出身。2012年3月卒業。
- 歓喜D（キャンディー） - 1986年3月19日生まれ。大分県出身。2012年3月卒業。
- 砕棒（サイバー） - 年齢不詳。福岡県出身。2012年8月脱退。
- 自棄流（ジキル） - 1984年12月7日生まれ。長崎県出身。佐世保東翔高等学校卒業）2013年1月卒業。
- 毒鴉（ドクロ） - 1984年9月30日生まれ。MC担当。福岡県出身。2014年8月脱退。
- 爆血（バクチ） - 1986年3月21日生まれ。鯔組リーダー。福岡県出身。福岡県立早良高等学校卒業。2014年11月卒業。現在はユニット・ウルトラソウルで活動中。ソロで男はくさいよとしても活動中。本名：内木場圭佑

### 次期加入メンバー
- ヘンリー玉子 - 1988年11月16日生まれ。群馬県出身。2013年5月脱退。
- ウィリアム玉子 - 1986年12月8日生まれ。静岡県出身。2013年5月卒業。

## ディスコグラフィー

### シングル
- 男同士（2007年5月5日）

### アルバム
- モッコリ～ナ：マッチョリ～ナ（2009年5月5日）
- 日本!にっぽん!ニッポン!（2011年6月22日）

## レギュラー出演番組

### テレビ
- マニアマニエラ（テレビ西日本）

### ラジオ
- 夕方ラジオ チェケラッチョ（エフエム佐賀）2011年10月6日-2013年12月27日

## 主な出演番組
- トンコツTV（NHK）2009年6月20日公開収録
- 女子アナあわー アナ・てな（テレビ西日本）2009年12月19日公開生放送
- 燃え萌え!戦国武将列伝 鍋島直茂VS島津家久（NHK・九州沖縄地方）2010年7月23日
- NEWCOMER LIVE SHOW シンガタ（日本テレビ）2011年1月18日
- スパーク オン ウェイヴ（テレビ大分）
- 若っ人ランド（テレビ熊本）
- HOT WAVE（テレビ宮崎）

## 出演CM
- ユノス メイク落としシート
  - 男の浪漫 薔薇メイン編 （2010年）
  - 男の浪漫 鯔メイン編 （2010年）